# 365250 Vladimirsurdin
365250 Vladimirsurdin è un asteroide della fascia principale. Scoperto nel 2009, presenta un'orbita caratterizzata da un semiasse maggiore pari a 2,7818118 au e da un'eccentricità di 0,2155254, inclinata di 8,06850° rispetto all'eclittica.